# Phytotoma
Phytotoma es un género de aves paseriformes perteneciente a la familia Cotingidae, que agrupa a tres especies nativas de América del Sur, donde se distribuyen discontinuamente en el centro, oeste, y sur del continente. A sus miembros se les conoce por el nombre popular de cortarramas y también cortaplantas o raras.

## Etimología
El nombre genérico femenino «Phytotoma» se compone de las palabras del griego «phuton» que significa ‘planta’, y «tomos» que significa ‘cortar’.

## Características
Las aves de este género son un grupo distinguido de cotíngidos medianos, midiendo entre 18,5 y 19,5 cm de longitud. Sus picos son arredondados y serrados a lo largo del borde de corte y presentan cristas cortas y expresivas. Se alimentan principalmente de frutas y de hojas y brotes que cortan con sus picos adaptados.

## Taxonomía
El género Phytotoma fue propuesto originalmente por el naturalista chileno Juan Ignacio Molina en el año 1782, juntamente con la descripción de la especie tipo, Phytotoma rara, cuya localidad tipo es: «Chile».
Este género fue considerado como constituyendo una familia separada —Phytotomidae— de afinidades inciertas. También se lo situó como una subfamilia dentro de Tyrannidae. Análisis genéticos, sin embargo, indican una estrecha relación con los géneros de  Cotingidae: Ampelion, Doliornis, y Zaratornis.
Berv & Prum (2014) produjeron una extensa filogenia para la familia Cotingidae reflejando muchas de las divisiones anteriores e incluyendo nuevas relaciones entre los taxones, donde se propone el reconocimiento de cinco subfamilias. De acuerdo a esta clasificación, Phytotoma pertenece a una subfamilia Phytotominae Swainson, 1837, junto a Zaratornis, Phibalura, Doliornis y Ampelion. El Comité de Clasificación de Sudamérica (SACC) aguarda propuestas para modificar la secuencia linear de los géneros y reconocer las subfamilias. El Comité Brasileño de Registros Ornitológicos (CBRO), en la Lista de las aves de Brasil - 2015 ya adopta esta clasificación.

## Lista de especies  y distribución
Según las clasificaciones del Congreso Ornitológico Internacional (IOC), y Clements Checklist/eBird, el género agrupa a las siguientes especies con el respectivo nombre popular de acuerdo con la Sociedad Española de Ornitología (SEO):
| Imagen | Nombre científico   | Autor             | Nombre común/Distribución | Estado de conservación | Mapa |
| ------ | ------------------- | ----------------- | --- | ---------------------- | ---- |
|        | Phytotoma raimondii | Taczanowski, 1883 | cortarramas peruano Costa noroeste de Perú | VU                     |      |
|        | Phytotoma rutila    | Viellot, 1818     | cortarramas argentino Llanuras y sierras, desde Bolivia, y Paraguay, hasta Uruguay, extremo suroeste de Brasil y el norte y centro de Argentina.                                                                                                  | LC                     |      |
|        | Phytotoma rara      | Molina, 1782      | cortarramas chileno; rara Matorral de Chile central, ecotonos de bosques subantárticos, y quebradas cordilleranas en el centro y sur de Chile y el sudoeste de Argentina hasta el extremo sur de la Patagonia y accidental en las Islas Malvinas. | LC                     |      |

## Estado de conservación
El cortarramas peruano ha sido calificado como «vulnerable» por la Unión Internacional para la Conservación de la Naturaleza (IUCN) debido a que su pequeña y severamente fragmentada área de distribución continúa a ser destruida y degradada. Las otras dos especies presentan «preocupación menor».